# Arrowsic (Maine)
Arrowsic es un municipio (en inglés, town) ubicado en el condado de Sagadahoc, Maine, Estados Unidos. Según el censo de 2020, tiene una población de 477 habitantes.

## Geografía
La localidad está ubicada en las coordenadas 43°51′50″N 69°47′20″O / 43.86389, -69.78889 (43.86394, -69.788892). Según la Oficina del Censo de los Estados Unidos, Arrowsic tiene una superficie total de 27.95 km², de la cual 20.07 km² corresponden a tierra firme y 7.88 km² son agua.

## Demografía
Según el censo de 2020, hay 477 personas residiendo en Arrowsic. La densidad de población es de 23.8 hab./km². El 90.8% de los habitantes son blancos, el 0.4% son afroamericanos, el 1.9% son de otras razas y el 6.9% son de una mezcla de razas. Del total de la población, el 1.5% son hispanos o latinos de cualquier raza.